# Médico de pés descalços

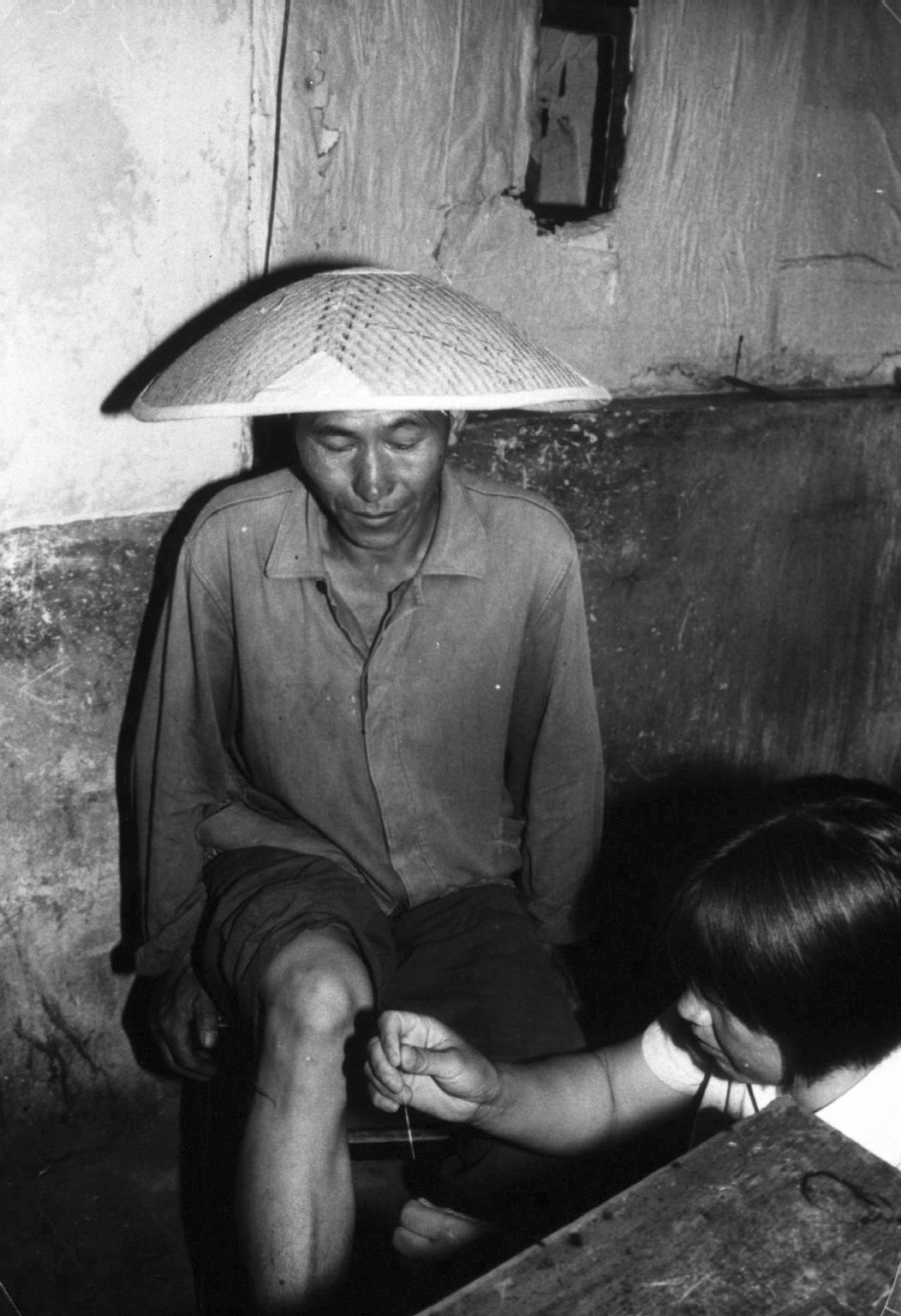
Um Médico de pés descalços aplicando acupuntura na visita domiciliar

Médico de Pés Descalços  (Chinês: 赤脚医生; pinyin: chìjiǎo yīshēng) é um profissional de saúde que não cursou clássica formação em medicina. Em sua maioria cursaram o ensino médio e foram selecionados pelo programa que na época (1968) propôs o nome de "médicos descalços" como política nacional, recebendo treinamento no condado ou hospital comunitário por 3 a 6 meses.
Desde a Declaração de Alma-Ata de 1978, os agentes comunitários de saúde foram reconhecidos como um componente essencial
dos cuidados primários de saúde. No Brasil o tais profissionais corresponderiam a um profissional de nível médio, ou seja com o ciclo básico completo mais três anos de curso. Algo equivalente à Inspetores Sanitários ou de Saneamento, os atuais Agentes de Controle de Zoonoses ou Agentes de Vigilância em saúde e os conhecidos Agentes Comunitários de Saúde. A importância de compreendermos sua formação vêm da necessidade de desenvolvimento de serviços de saúde com ênfase na medicina preventiva e promoção de saúde o que no Brasil vêm se denominando Programa de Saúde da Família.
Na China, os médicos de Pés Descalços são também conhecidos como médicos camponeses, instituídos pelo governo pós revolucionário chinês que organizou a China a partir de 1º de outubro de 1949. Nesta data, o bibliotecário auxiliar da Universidade de Pequim (1918), que participou da fundação do Partido comunista Chinês (1921), Mao Tsé Tung, proclama, por decisão do Conselho Popular, a Republica Popular da China, após o sofrido processo revolucionário que ficou conhecido como “a grande marcha”. O progressivo reconhecimento internacional dessa nova nação consolidou-se com a revolução cultural (1966) que caracterizou a revolução comunista chinesa. A China comunista só veio ser reconhecida pelos Estados Unidos da América do Norte e admitida na ONU em 1972.

## Necessidade de Saúde na China
O quadro sanitário da população chinesa era lastimável, ignorando-se as baixas da guerra e tribunais revolucionários, que já foram estimadas entre 750.000 e 16 milhões pelo governo chinês e americano respectivamente, as condições de vida eram péssimas, o comércio, exportação de mulheres escravas para prostituição era uma prática comum; a sífilis atingia índices entre 35 e 50% da população em algumas regiões; estimavam-se cifras em torno de 20 milhões de habitantes expostos ao risco imediato de inanição. A esquistossomose e outras doenças transmitidas pela água, assumiam proporções de grandes endemias, como nos países subdesenvolvidos da África, Terceiro Mundo e estavam associadas à falta de saneamento e utilização de excrementos humanos, sem prévio tratamento, como adubo nas plantações.  
Analisando-se a mortalidade infantil nesse país continental, observa-se que esta caiu de 160, 200 óbitos por cada 1000 nascidos vivos, em 1935, para 34 por mil, na década de 80; e o coeficiente bruto mortalidade de 30 a 40 por 1000 habitantes, para 7/1000 habitantes, no mesmo período, ou ainda, a ampliação da média de vida de 28 anos, em 1935, para uma expectativa de vida entre 68 e 70 anos, em 1990.
Entre as diretrizes para instituição desse profissional elaboradas na I Conferência Nacional de Saúde estavam: a) Atenção prioritária de serviço de saúde na zona rural, onde residiam 80% da população sem por isso desatender a população urbana; b) Integração da Medicina tradicional chinesa com a Medicina Ocidental.
Não havia um sistema obrigatório de registro médico, estima-se que nessa segunda metade do início do século XX havia cerca de 400.000 médicos tradicionais incluindo desde os eruditos, formados nas escolas imperiais, com caligrafia irretocável e capazes de recitar os textos clássicos de medicina, até os práticos itinerantes, que mal sabiam ler e aprenderam com médicos das diversas pequenas escolas/clínicas como auxiliares ou em relações “formais” de mestres discípulos.
Nessa época o número de médicos ocidentais correspondia à 1 para 1.000.000 habitantes, as centenas de médicos tradicionais limitavam-se às famílias de mais posses, a grande maioria da população rural estava desassistida. Com a revolução cultural em cerca de 30 anos já se registrava nas estatísticas nacionais, 1.463.406 médicos camponeses, escolhidos por local de residência com a participação da comunidade. Cada médico camponês destinava-se ao acompanhamento entre 176 (na brigada de Cai Liang) e 334 pessoas (no distrito de Yexian). No Brasil uma Agente Comunitário é responsável por 50 - 100 famílias na área rural e 150 - 250 famílias na área urbana, com aproximadamente 1000 famílias por Unidade ou Posto de Saúde da Família.

## Formação do Médico de Pés Descalços
A formação do médico camponês, no início da concepção dessa prática de saúde, durava 3 anos de teoria e prática em períodos intercalados. Os aprendizes residiam inicialmente por 5 meses próximos à clínica -escola e, nos períodos de colheita, voltavam para sua região de origem. Havia uma preferência na seleção dos candidatos que possuíssem níveis mais elevados de instrução formal, além do conhecimento e participação na política socialista.
O período inicial incluía anatomia e fisiologia, dissecação de animais (geralmente porcos) e utilizavam mapas e modelos em aulas teóricas, elementos de patologia, bacteriologia (utilização de microscópio para identificar ovos de parasitas e microorganismos da água) e higiene. Essa última além do aprendizado da esterilização de agulhas e seringas incluía noção dos processos de saneamento, tratamento de esgotos, compostagem agrícola (com utilização de biodigestores) e tratamento para obtenção de água potável. Além do aprendizado de utilização do estetoscópio, diagnóstico de doenças transmissíveis, vacinação e sinais da gravidade de enfermidades, que aprendiam acompanhando rondas de rotina.
Também deveriam ser capazes de memorizar dosagem e utilização de cerca de 40 substancias medicinais e um mínimo de 50 pontos de acupuntura associados ao complexo de sintomas que esses pontos controlavam. Concentravam-se, inclusive para prática da acupuntura, nas doenças comuns da vizinhança. Entre suas atribuições estava a recepção e realização de exames preliminares antes de chamar o médico.
No segundo momento de aprendizagem em tempo integral, médico de pés descalços que havia estudado as doenças mais comuns, estuda então o espectro de patologias de cada órgão bem como sua anatomia e fisiologia. Além da aprendizagem das patologias por sistemas orgânicos o futuro o médico camponês estuda as divisões da prática médica em especialidades e visitam os hospitais escolas das regiões mais próximas.
Ao término de sua formação incluíam ainda conhecimento sobre Planejamento Familiar, Campanhas Patrióticas, conhecimento das equipes médicas itinerantes e da hierarquização do Sistema de Saúde. Havia uma formação diferenciada para auxiliares de saneamento e parteiras, que podiam ser jovens interessadas ou mães experientes, com cursos sucessivos sobre princípios da obstetrícia e pré natal acompanhando médicos em exames pré concepcionais e partos.
O manual médico da província de Hunan incluía mapas de aurículo-acupuntura e acupuntura sistêmica, massagem terapêutica, relação de plantas medicinais conforme efeito descritos na teoria do yin/Yang e 5 elementos incluindo algumas pesquisas sobre princípios ativos e farmacologia de algumas plantas selecionadas, incluídas em formato de artigo científico no anexo do manual como um modelo de estudo.
O manual médico da província de Xangai ("Barefoot Doctor Handbook. Shanghai shichubangemingzu") incluía os seguintes capítulos: 
1. Como prevenir doenças?
2. Como verificar e tratar doenças?
3. Como curar doenças com medicina chinesa?
4. Acupuntura e massagem;
5. Novo tratamento;
6. Ervas chinesas para uso comum;
7. Alívio no campo de guerra e preparação para armas nucleares, armas químicas e armas biológicas;
8. Diagnóstico e tratamento de sintomas frequentes;
9. Primeiros socorros;
10. Epidemia;
11. Doenças parasitárias;
12. Medicina (doenças) interna;
13. Doenças frequentes de crianças;
14. Doenças da mulher e gravidez;
15. Planejamento familiar;
16. Doença com indicação cirúrgica;
17. Lesões e traumatismos;
18. Doenças oftalmológicas;
19. Doença do ouvido, nariz, garganta e odontológicas;
20. Doença dermatológica;

e um apêndice.
Após a publicação de um texto do presidente Mao, em 1958, sobre a necessidade de integração entre a medicina chinesa e a ocidental (zhong xi yijiehe) foi realizada uma progressiva seleção e formação dos chamados “médicos de pés descalços”, (1966 - 1971) para atender a população rural. Os agentes selecionando  recebiam um treinamento com elementos básicos de medicina ocidental e chinesa (MTC), houve contudo constantes aperfeiçoamentos e exigência para novas seleções (até 1995) tanto na formação da MTC  como pela introdução de “padrões científicos” ocidentais. Posteriormente tais profissionais foram reciclados para transformarem-se em médicos rurais havendo inclusive um declínio na cobertura assistencial e qualidade técnica do atendimento.